# Jüdische Gemeinde Bouzonville

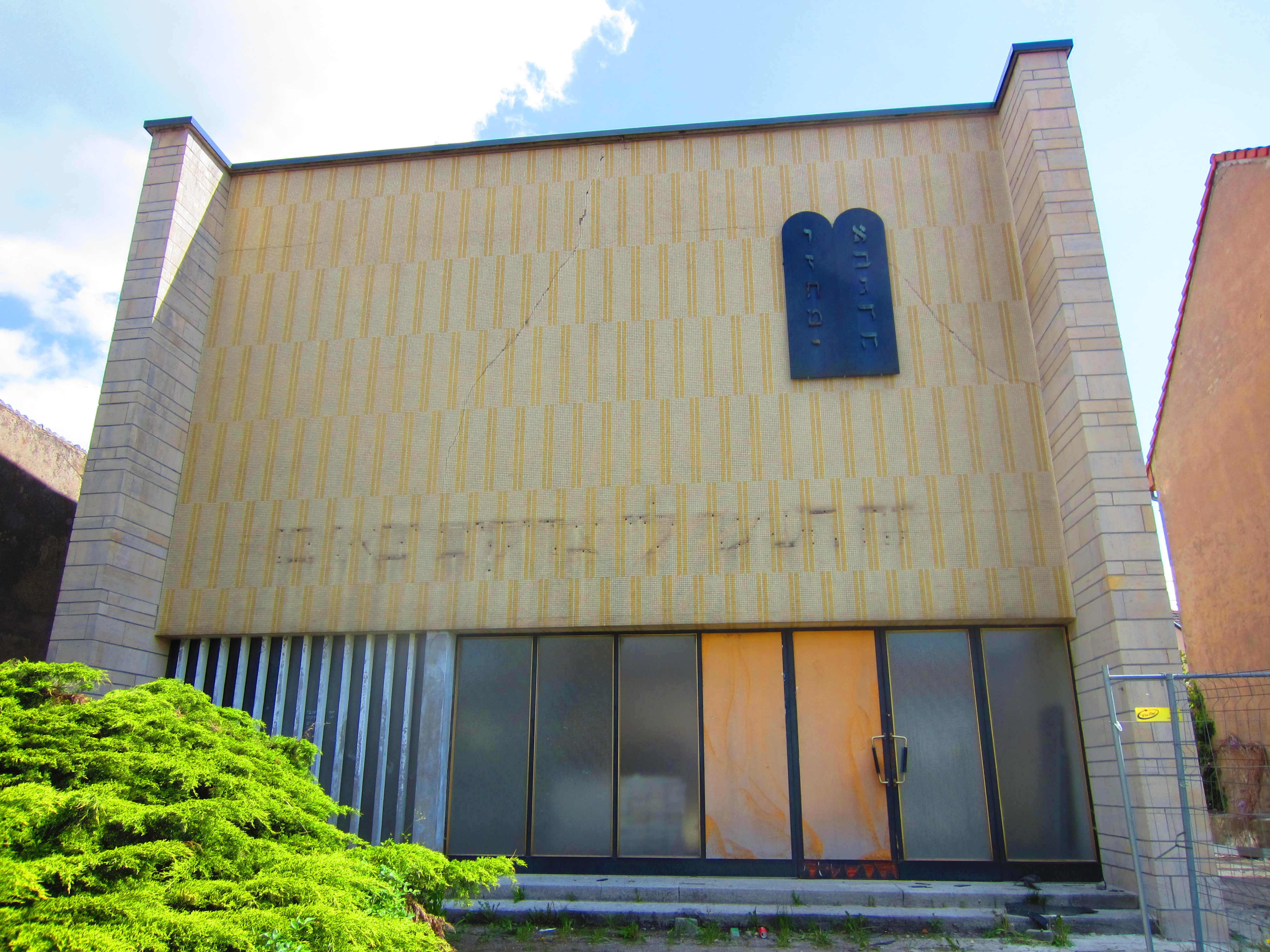
Synagoge in Bouzonville

Eine Jüdische Gemeinde in Bouzonville, einer französischen Gemeinde im Département Moselle in Lothringen, bestand seit dem 17. Jahrhundert.

## Geschichte
Die jüdische Gemeinde von Bouzonville besaß bereits 1805  eine  Synagoge, die während des Zweiten Weltkriegs zerstört wurde. 1957 wurde eine neue Synagoge errichtet, in der bis heute Gottesdienste stattfinden. Die jüdische Gemeinde gehört seit 1808 zum israelitischen Konsistorialbezirk Metz.

## Friedhof
Der jüdische Friedhof in Bouzonville wurde am 22. Juli 1726 eingeweiht. Er liegt an einem Hang und die Gräber sind terrassenförmig angelegt.